# Ewa Chodurek
Ewa Chodurek – polska farmaceutka, doktor habilitowany nauk farmaceutycznych, profesor na Śląskim Uniwersytecie Medycznym w Katowicach, specjalistka od biochemii farmaceutycznej oraz biofarmacji.

## Kariera naukowa
W 1990 roku na Wydziale Nauk Farmaceutycznych Śląskiego Uniwersytetu Medycznego w Sosnowcu uzyskała tytuł magistra farmacji. W tym samym roku została zatrudniona na tejże uczelni, a w 1997 roku na tym samym wydziale uzyskała stopień doktora nauk farmaceutycznych na podstawie rozprawy pt. Ocena wpływu jonów miedzi na strukturę biopolimerów melaninowych, techniką Py-CC-MS, której promotorem był Tadeusz Wilczok. W 2014 roku ten sam wydział nadał jej stopień doktora habilitowanego nauk farmaceutycznych w dyscyplinie farmacji.